# Бугазький лиман
Бугазький лиман розташовано в південній частині Таманського півострова (Анапський район). Належить до Кизилтаської групи Таманської системи Кубанських лиманів.
- Площа 35 км².

Бугазький лиман витягнутий з південного сходу на північний захід уздовж берега Чорного моря, від якого відокремлений вузькою і невисокою піщаною Бугазькою косою. Низька коса Голенька (Голяк) відокремлює Бугазький лиман від Кизилтаського. На піднесеному північно-західному березі здіймаються грязьові сопки Полівадіна і Макотра, схили яких спускаються до водоймища двометровим урвищем.
До початку XIX сторіччя, коли Кубань впадала в Чорне море, проходячи через Кизилташ, Бугаз був прісним водоймищем і служив гирлом, що пропускало річкову воду. Ця обставина і дала йому назву (бугаз — гирло). Після повороту Кубані у бік Азовського моря Бугазький лиман втратив своє призначення і осолонився.